# 삼척김진배가옥
삼척김진배가옥(三陟金진배家屋)은 강원도 삼척시 근덕면 방림리에 있던 건축물이다. 1985년 1월 17일 강원도의 유형문화재 제94호로 지정되었다가, 1993냔 12월 23일 문화재 지정이 해제되었다.

## 참고 문헌
- 삼척김진배가옥 - 국가유산청 국가유산포털